# Mielichhoferia subnuda
Mielichhoferia subnuda är en bladmossart som beskrevs av Sim 1926. Mielichhoferia subnuda ingår i släktet kismossor, och familjen Bryaceae. Inga underarter finns listade i Catalogue of Life.